# Бур ан Лаво
Бур ан Лаво̀ (на френски: Bourg-en-Lavaux, звук) е селище в югозападна Швейцария, административен център на окръг Лаво-Орон в кантона Во. Населението му е около 5 400 души (2018).
Разположено е на 387 метра надморска височина на Швейцарското плато, на северния бряг на Женевското езеро и на 8 километра източно от центъра на Лозана. Създадено е през 2011 година със сливането на дотогавашните общини Кюли, Епес, Гранво, Риекс и Вийет. Винарството е основна дейност, като 28% от землището е заета от терасирани лозя.